# Murchison (meteoryt)

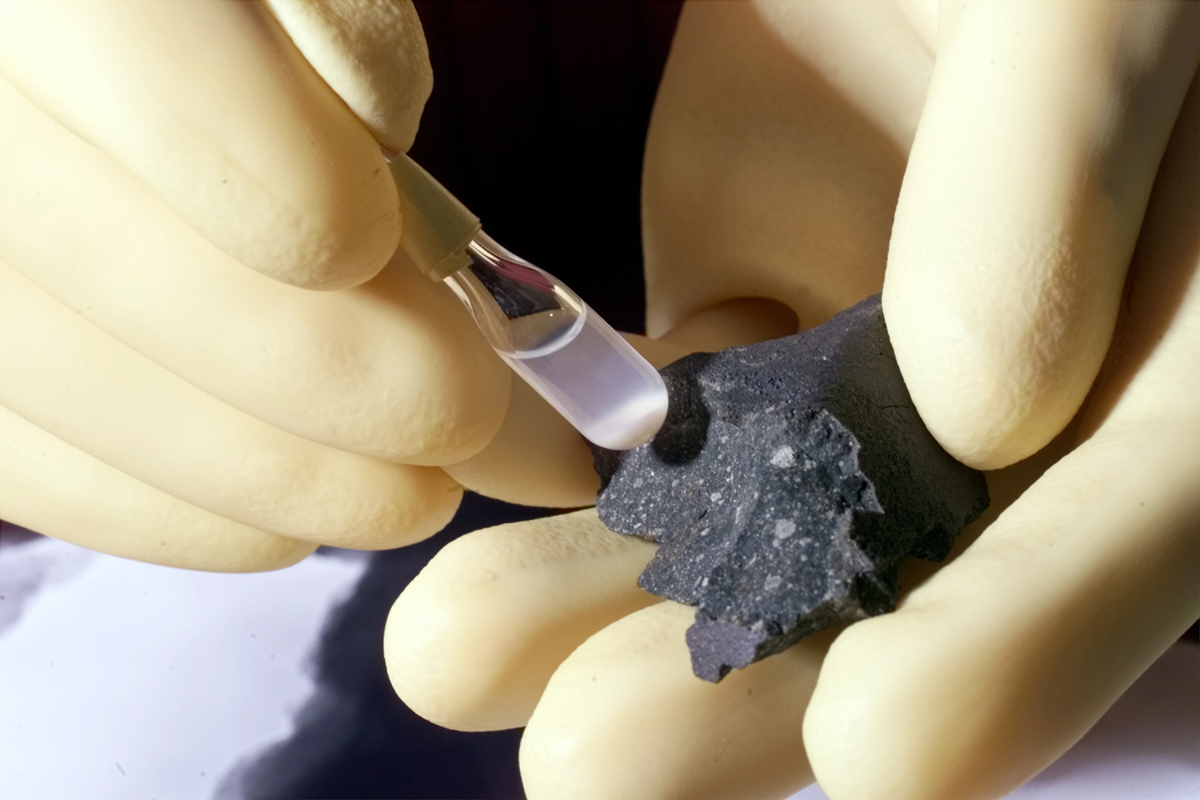
Fragment meteorytu Murchison

Murchison – meteoryt z grupy chondrytów węglistych, znaleziony po upadku w 1969 roku w stanie Wiktoria w południowej Australii. Zebrano szereg kawałków o łącznej masie przeszło 100 kg, w tym największy ważący 7 kg, słynny z odkrycia w nim 18 (według innych źródeł 19) aminokwasów białkowych pozaziemskiego pochodzenia. Holenderscy, brytyjscy i amerykańscy uczeni znaleźli w nim cząsteczki zasad azotowych uracylu i ksantyny wchodzących w skład nukleotydów, prekursorów molekuł tworzących RNA i DNA. Było to pierwsze potwierdzone odkrycie pozaziemskich aminokwasów białkowych, które zapoczątkowało badania i poszukiwania tych substancji w innych chondrytach węglistych, a potem także w kosmosie.
W 2019 r. opublikowano wyniki badań informujące, że w meteorycie Murchison udało się znaleźć również cukry: rybozę (kluczowy składnik RNA), ksylozę i arabinozę. Nie znaleziono jednak śladów deoksyrybozy – cukru prostego, kluczowego składnika DNA. Odnalezienie cukrów było możliwe dzięki wykorzystaniu chromatografii gazowej w połączeniu ze spektrometrią mas.
W styczniu 2020 poinformowano, że w meteorycie odkryto pył kosmiczny, którego wiek oszacowano na 5–7 miliardów lat. Jest to najstarszy materiał znaleziony do tej pory na Ziemi.